# Nicolas-René Jollain
Nicolas-René Jollain (París, 1732-Ibidem, 1804), conocido como «El Joven», fue un pintor francés.

## Biografía
Jollain pertenecía a una familia de artistas en la que se encuentra el pintor del rey Nicolás-René Jollain, conocido como el Viejo, a quien se atribuye un retrato del rey Luis XIV de Francia. Su familia incluye, entre otros, a Pierre Jollain (fl. 1720-1762), también pintor, además de dibujantes y grabadores. Nicolas-René Jollain pudo haber sido formado por primera vez por un miembro de su familia. Luego entró en el taller de Jean-Baptiste Marie Pierre: el alumno y el maestro debían permanecer muy unidos.
Fue segundo en el premio de Roma, en 1754, detrás de Jean-Pierre Chardin, hijo del pintor Jean Siméon Chardin. Jollain aceptó ir a la Academia en 1765 y recibido en 1773 con El Charitable Samaritain (París, iglesia de Saint-Nicolas-du-Chardonnet) como trozo de recepción. 
Jollain quedó como un especialista de la pintura de historia: toma parte en varias obras decorativas, en especial del castillo de Bellevue y del Pequeño Trianón para los cuales ejecutó varias telas (alturas de puertas, 1769), y estuvo presente en el Salón desde 1767. 
Para el Salón de 1781, el artista envió dos grandes cuadros ovalados pintados para la capilla Sainte-Trinité de Fontainebleau, sobre todo La Humanidad queriendo arrestar el furor del demonio de la guerra y varias pequeñas pinturas. Eco de la ideología de la Ilustración, la alegoría de Jollain estuvo saludada por la crítica: 

Una muy bella alegoría ha ejercido también el pincel de M. Jollain. Es l’Humanité voulant arrêter la fureur du Démon de la guerre. […] Esta pieza junta al mérito de la composición y el de una bella ejecución, y de un dibujo correcto. Los tratos de la figura principal tienen mucho encanto y nobleza.

Entre 1776 y 1781, residió en la calle del Campo-Fleuri. Después de la Revolución francesa, cae prácticamente en el olvido. Sin embargo, en 1789, es mencionado en el archivo de la Academia como siendo «guardián del Museo [del Louvre]», donde, efectivamente, reside. Una comisión constituida después del decreto del 10 de agosto de 1792 que pretendía preparar y dirigir la creación del Museo Central de las Artes, reúne, además de Jollain, calificado también de «guardia de los cuadros del rey», Jean-Baptiste Regnault, François-André Vincent, el geómetra Charles Bossut y dos «miniaturistas», Pasquier y Jean Cossard.
Un cuadro presentado en el Salón de 1791 y conservado en el Museo del Nuevo Mundo, muestra el interés del artista para la novela Pablo y Virginia, publicado en 1787 por Bernardin de Saint-Pierre.
Habría tenido por alumnos, entre otros, al grabador Jean-Baptiste Cazin, René Louis Maurice Béguyer de Chancourtois (1757-1817), Jean-Frédéric Schall y Anne-Louis Girodet.

## Obras

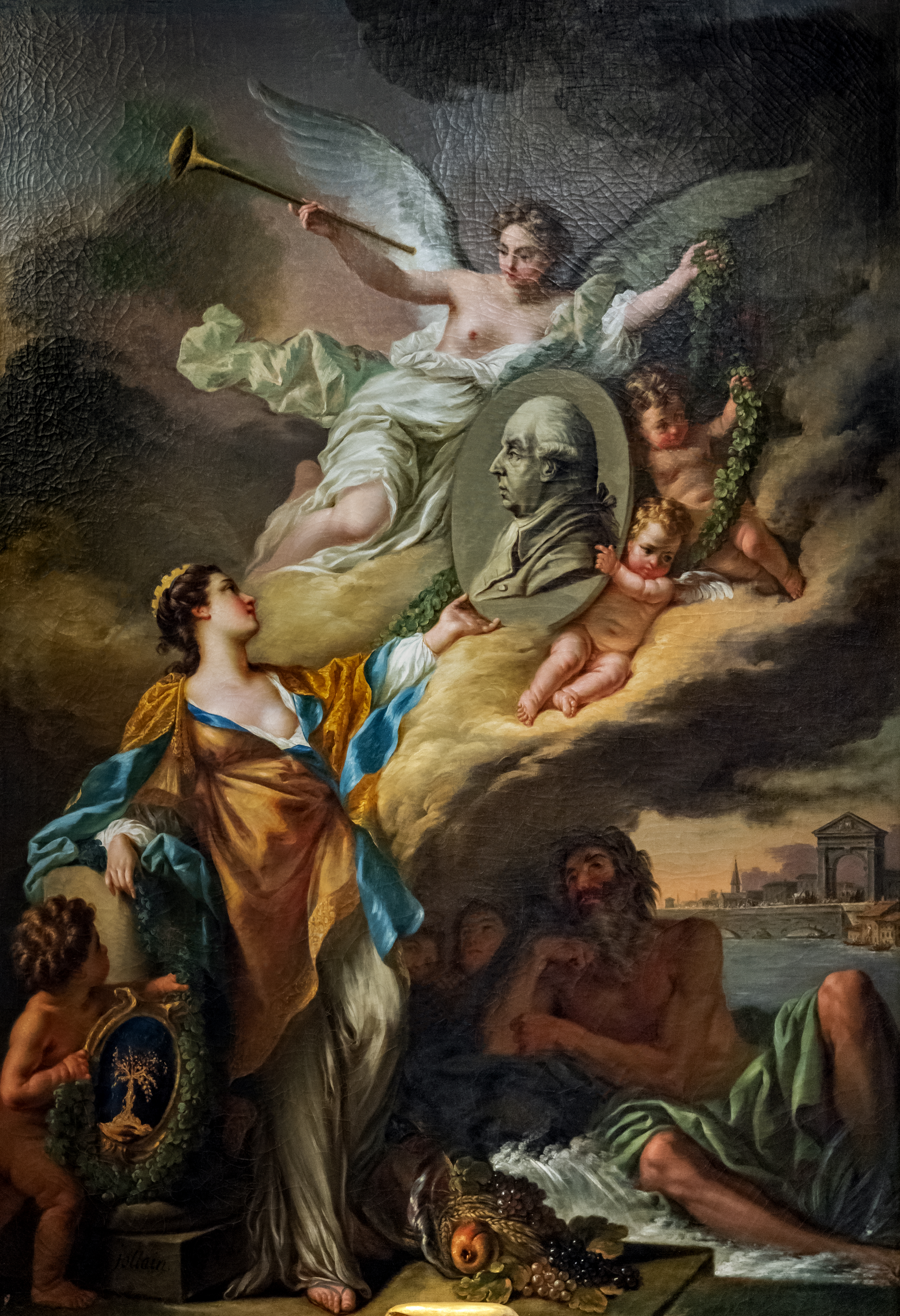
Alegoría sobre la inundación de Tarn 1768, Museo Ingres-Bourdelle.
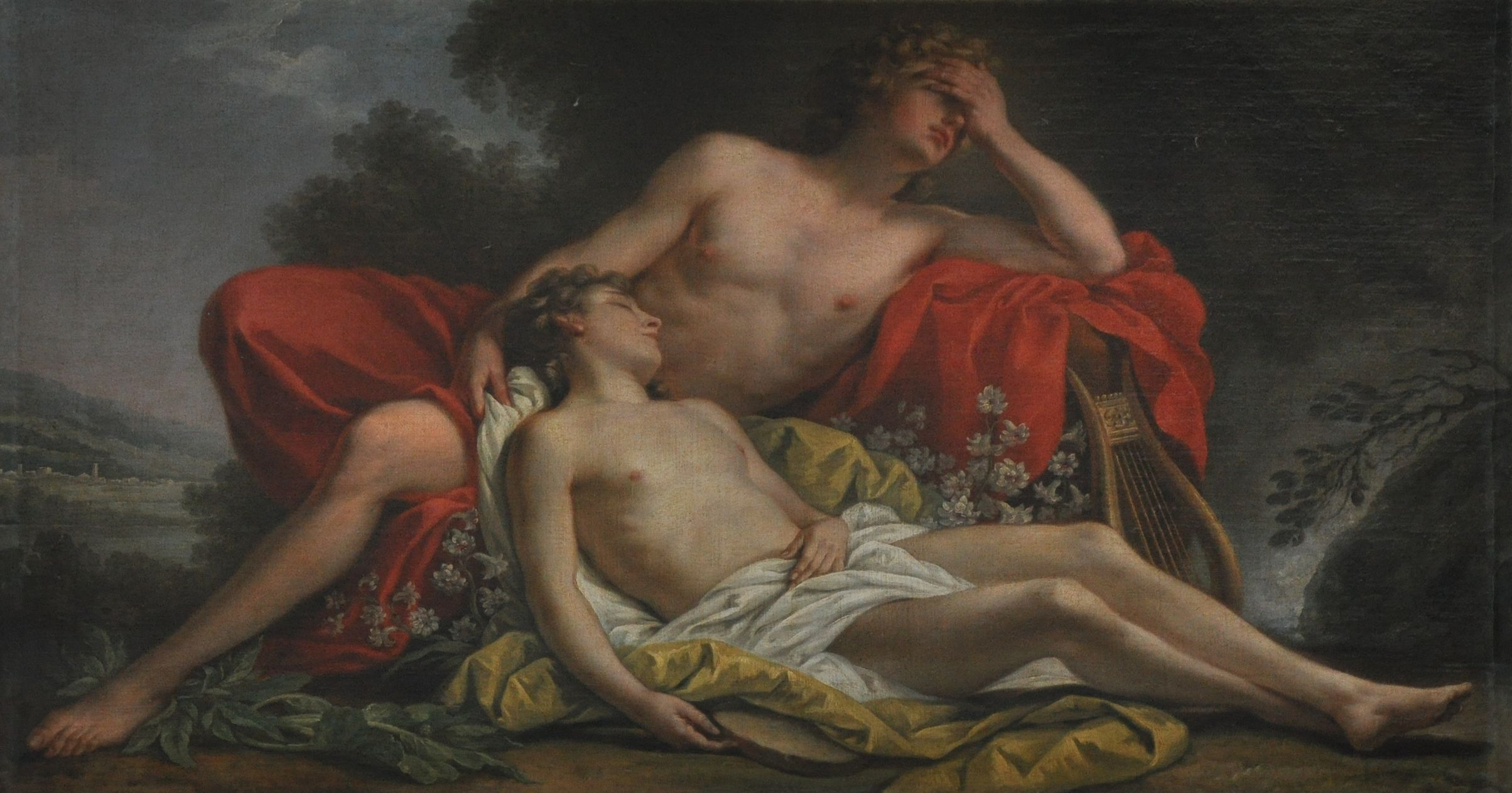
Hyacinthe cambiado en flor, Salón de 1769.
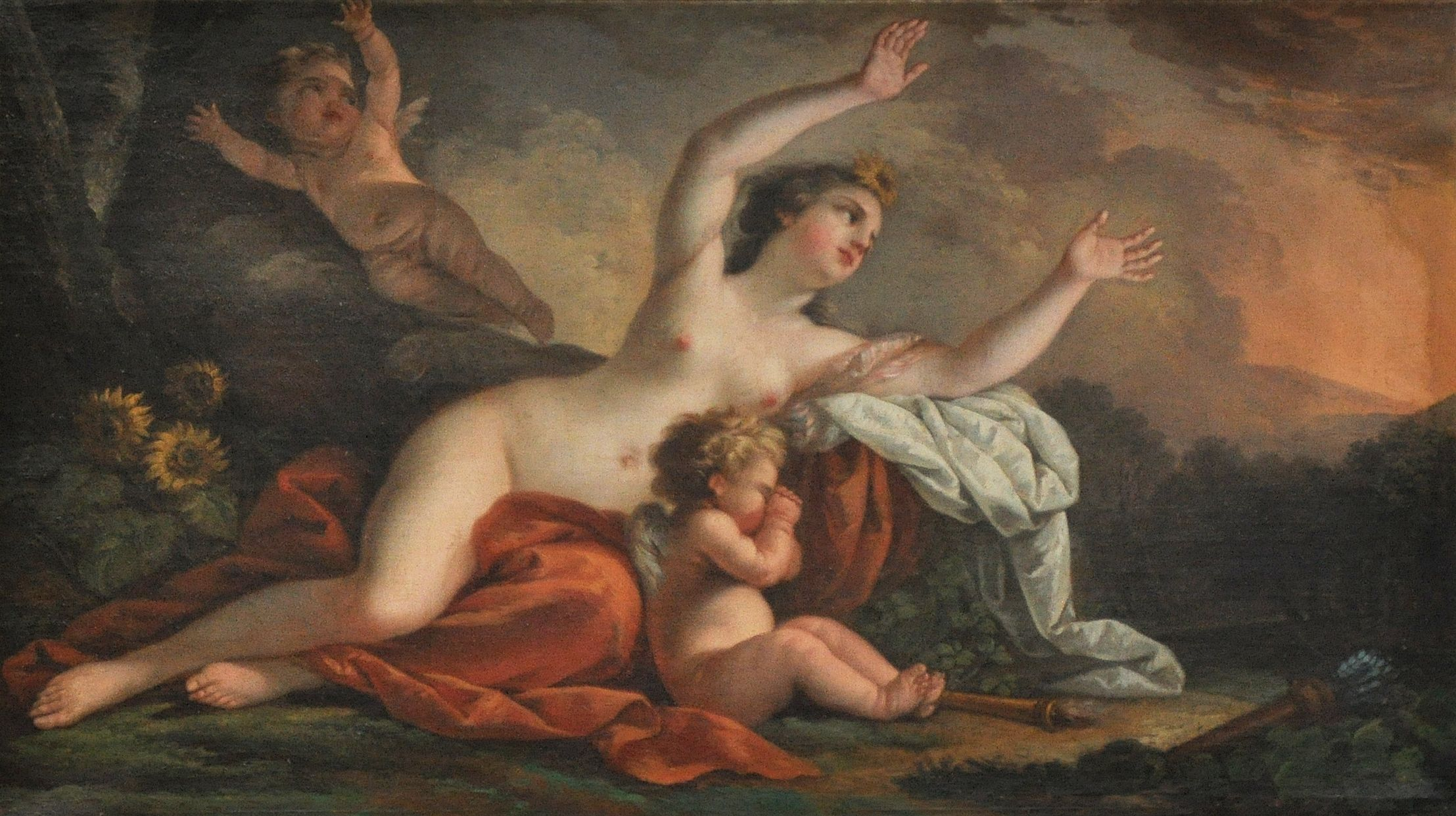
Clytie cambiada en girasol, Salón de 1769.
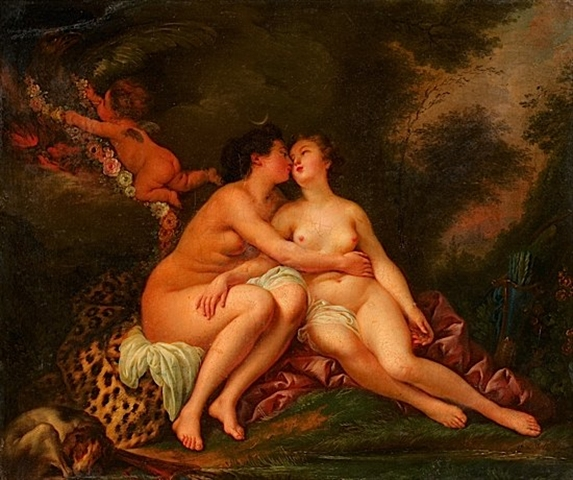
Júpiter bajo la forma de Diana seduciendo a Calisto, Salón de 1771.
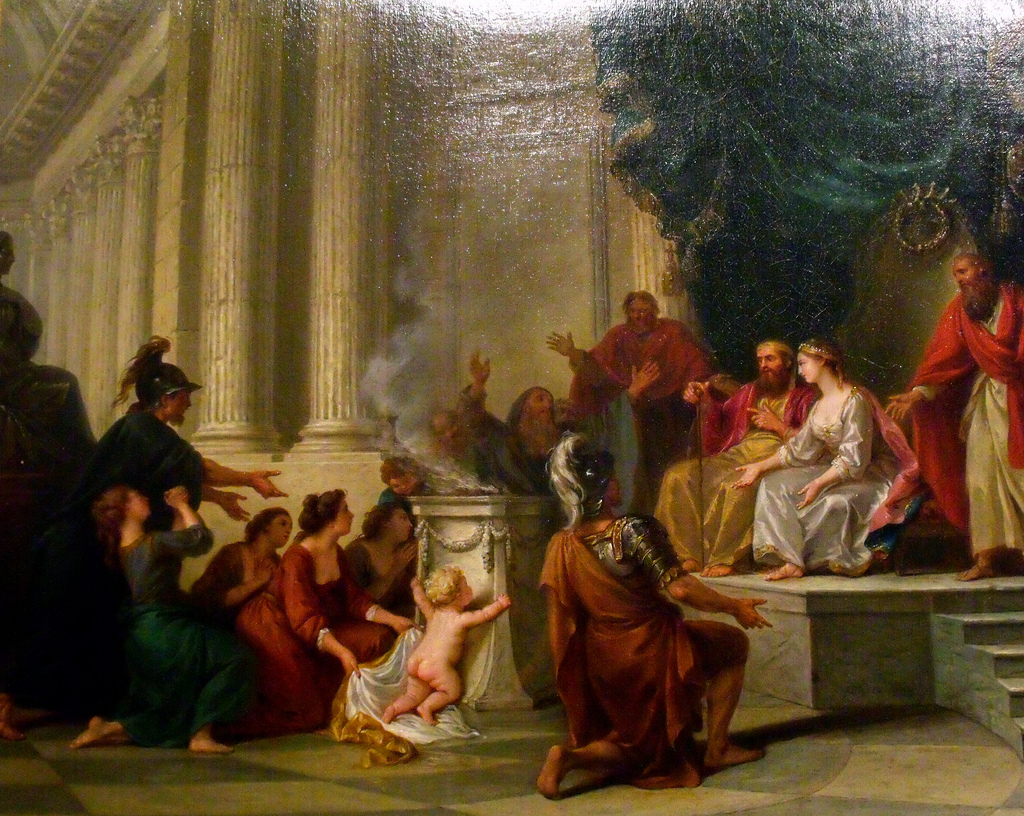
Alcestis implorando a Apolo en su Templo, por la salud de Admete, su esposo, Salón de 1777.